# Suhita
Suhita (także Soheeta; ur. po 1406, zm. 1447) – jawajska monarchini i szósta władczyni imperium Majapahit (1429–1447) jako regentka nad swym bratem Kertawidżają.

## Życiorys

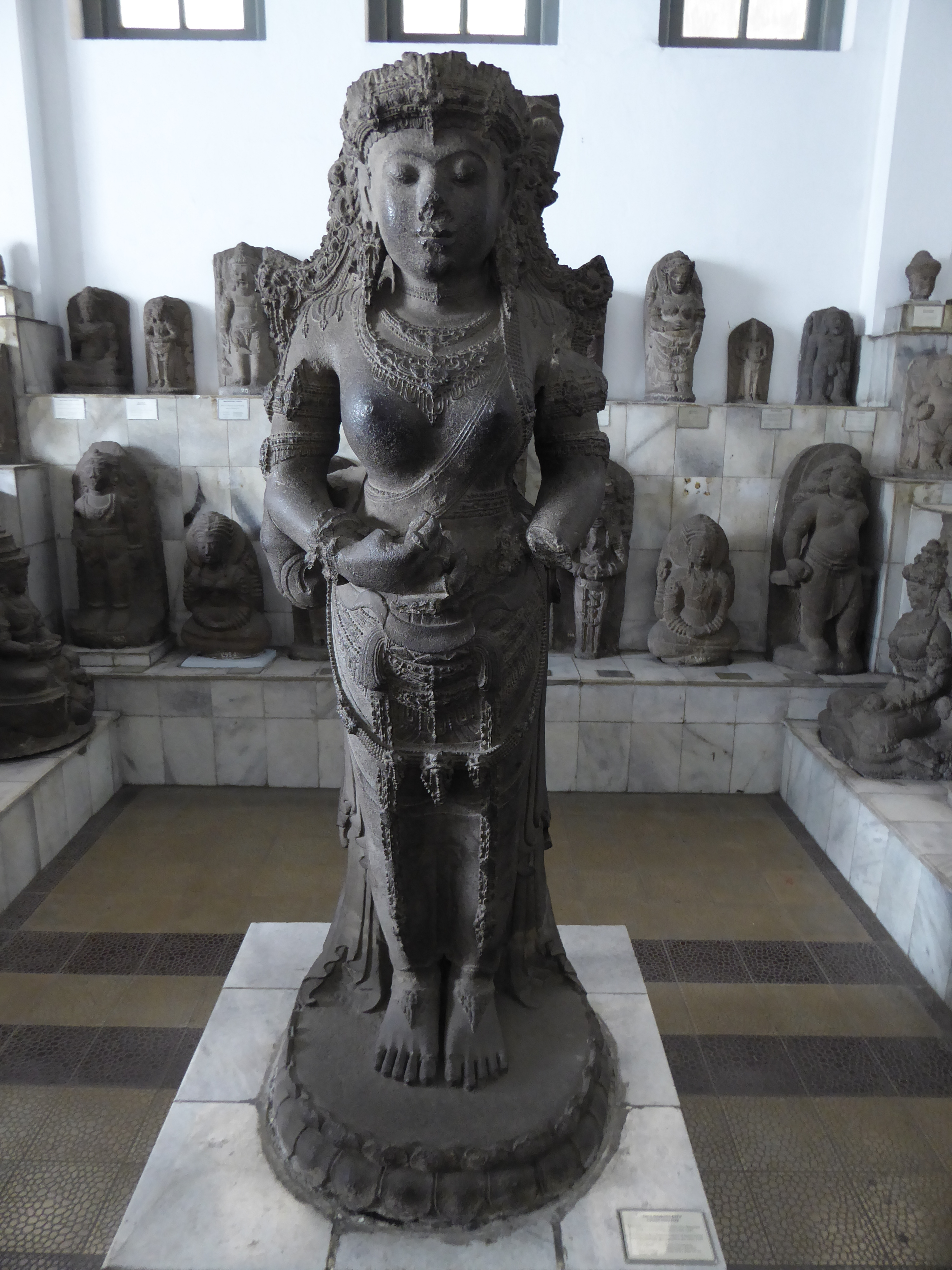
Posąg Suhity

Urodziła się po zjednoczeniu Majapahitu przez swego ojca Wikramawardhanę w 1406 roku. Po jego śmierci w 1429 roku w związku z małoletnością swego brata Kertawidżaji przejęła władzę w państwie. O jej panowaniu nie zachowało się wiele informacji. Zmarła w 1447 roku, gdy tron przejął jej brat Kertawidżaja. Była drugą i ostatnią kobietą rządzącą Majapahitem (pierwszą była Tribhuwana Widżajatunggadewi).